# 神秘的流星
神秘的流星（法語：L'Étoile mystérieuse）是《丁丁歷險記》的第十部作品。作者是比利時漫畫家埃爾熱。本作於1941年開始以黑白兩色在報紙上連載。1942年以彩色形式出版。這也是丁丁歷險記中第一部直接以彩色形式出版畫冊的作品。故事的主線是丁丁與他的小狗白雪前往北冰洋對一顆流星進行探險的故事。

## 故事簡介
流星擦過地球，隕石墜落北冰洋！科學家發現隕石蘊含未知的新金屬，這個驚天大發現，吸引了歐洲頂尖的科學家聯同丁丁和哈達克船長組成考察隊，乘坐「曙光號」到北冰洋尋找隕石，取出樣本做研究。當消息傳到以利字當頭的商人耳中，商人一心藉此發大財，出動「培裏號」與「曙光號」在北冰洋爭分奪秒，誓要成為第一個發現隕石的人。隕石最終花落誰家？